# Alina Nedelea
Alina Nedelea (Bucarest, 3 settembre 1980) è un'attrice rumena.

## Biografia
Inizia la sua carriera nel 1993 con Chira Chiralina e dopo tanti programmi debutta al cinema con il film Arrivederci amore, ciao, dove interpreta il ruolo di Roberta. Poi continua con Ma che ci faccio qui! (2006), dove interpreta Corinna e sempre nello stesso anno recita nel ruolo di Belana in L'amico di famiglia.
Nel 2007 partecipa a Milano Palermo - Il ritorno ed a Il sangue dei vinti, nel 2008, dove interpreta i rispettivamente i ruoli di Domino e Lucia Dogliani.
Dal 2011 arriva su Rai 1 con Caccia al Re - La narcotici, dove interpreta il ruolo di Mila Cerin, ruolo interpretato anche nella seconda stagione, Sfida al cielo - La narcotici 2, in onda nel 2015 sempre su Rai 1.

## Filmografia

### Cinema
- Chira Chiralina (1993) - Kyra
- Asphalt Tango (1996) - Virginia
- Arrivederci amore, ciao (2006) - Roberta
- L'amico di famiglia (2006) - Belana
- Ma che ci faccio qui! (2006) - Corinna
- Milano Palermo - Il ritorno (2007) - Domino
- Il sangue dei vinti (2008) - Lucia Dogliani

### Televisione
- Ultima pallottola (2003) - Film TV
- Distretto di Polizia 4 (2003) - Serie TV, episodio 4x06
- Ultimo - L'infiltrato (2004)
- Diritto di difesa (2 episodi, 2004)
- Distretto di Polizia 5 (2005) - Serie TV, episodio 5x13
- Attacco allo stato (2006) - Film TV
- R.I.S. 3 - Delitti imperfetti (2007) -  Serie TV,  episodio 3x10
- Rex (2010) - Anna/Sofia
- Caccia al Re - La narcotici, regia di Michele Soavi - Miniserie TV (2011)
- Sfida al cielo - La narcotici 2, regia di Michele Soavi - Miniserie TV (2015)
- Màkari, regia di Michele Soavi – miniserie TV, episodio 1x02 (2021)